# آیا می‌خواهی (آلبوم)
| بررسی انتقادی              | بررسی انتقادی |
| منبع                       | رتبه‌بندی      |
| -------------------------- | ------------- |
| آل‌میوزیک                   | [ ۱ ]         |
| بی‌بی‌سی                     | (مثبت)        |
| بلندر                      | [ ۳ ]         |
| دانشنامه موسیقی عامه‌پسند   | [ ۴ ]         |
| رکورد میرور                | [ ۵ ]         |
| راهنمای آلبوم رولینگ استون | [ ۶ ]         |
| اسمَـش هیتز                 | ۶/۱۰          |
| آنکات                      | [ ۸ ]         |

آیا می‌خواهی (فرانسوی: Voulez-Vous‎؛ ‏تلفظ می‌شود [vule vu]) ششمین آلبوم استودیویی آبا ابرگروه سوئدی موسیقی پاپ است. این آلبوم در ۲۳ آوریل ۱۹۷۹ منتشر شد و پنج ترانه آن با موفقیت فراوان مواجه شد، به‌نحوی که همگی تک‌آهنگ‌های برتر سال ۱۹۷۹ در بریتانیا شدند: «چیکیتیتا»، «مادرت می‌داند؟»، «رؤیایی دارم» و دوگانهٔ «آیا می‌خواهی» و «چشمان بی‌گناه زیبا». ترانهٔ عنوان آلبوم یعنی «آیا می‌خواهی»، تمایل این گروه موسیقی را به سبک دیسکو نشان داد که در آن هنگام در اوج محبوبیت خود بود. این آلبوم در چند کشور بر صدر جدول‌های موسیقی نشست و در میان پنج آلبوم پرفروش سال بریتانیا قرار گرفت.
این نخستین آلبوم آبا بود که عمدتاً در استودیو پولار در استکهلم ضبط شد و تنها آلبوم گروه بود که ضبط برخی ترانه‌های آن در خارج از کشور سوئد انجام شد: بخشی از قطعه‌های سازی پس‌زمینه برای «آیا می‌خواهی» در استودیو کرایتریا در میامی آمریکا ضبط شد.
این آلبوم نخستین بار در سال ۱۹۸۴ به صورت سی‌دی منتشر شد و بعدها به صورت دیجیتالی بازسازی و بهبود کیفیت یافت و چهار بار دیگر منتشر شد. ابتدا در سال ۱۹۹۷، سپس در سال ۲۰۰۱ و در سال ۲۰۰۵ به عنوان بخشی از «مجموعهٔ کامل ضبط‌های استودیویی» و سرانجام یک بار دیگر در سال ۲۰۱۰ با عنوانِ آلبوم «آیا می‌خواهی - نسخهٔ دِلوکس.»

## فهرست ترانه‌ها
تمامی ترانه‌ها توسط بنی آندِشون و بیورن اولویوس نوشته‌شده، مگر آنهایی که نام دیگری برایشان ذکر شده است.
| رویِ اول | رویِ اول                         | رویِ اول |
| شماره   | نام                             | مدت     |
| ------- | ------------------------------- | ------- |
| ۱.      | «مثل روز اول نو»                | ۳:۲۲    |
| ۲.      | «آیا می‌خواهی»                   | ۵:۰۹    |
| ۳.      | «رؤیایی دارم»                   | ۴:۴۴    |
| ۴.      | «چشمان بی‌گناه زیبا»             | ۴:۲۰    |
| ۵.      | «پادشاه تاجش را از دست داده‌است» | ۳:۳۰    |

| رویِ دوم    | رویِ دوم                         | رویِ دوم |
| شماره      | نام                             | مدت     |
| ---------- | ------------------------------- | ------- |
| ۱.         | «مادرت می‌داند؟»                 | ۳:۱۳    |
| ۲.         | «اگر شب‌ها نبودند»               | ۵:۱۳    |
| ۳.         | «چیکیتیتا»                      | ۵:۲۶    |
| ۴.         | «عشاق (کمی بیشتر زندگی می‌کنند)» | ۳:۲۸    |
| ۵.         | «بوسه‌های آتشین»                 | ۳:۱۶    |
| مجموع مدت: | مجموع مدت:                      | ۴۱:۴۳   |

| ترانه‌های اضافی در سی‌دی نسخهٔ ۱۹۹۷ | ترانه‌های اضافی در سی‌دی نسخهٔ ۱۹۹۷ | ترانه‌های اضافی در سی‌دی نسخهٔ ۱۹۹۷ |
| شماره                            | نام                              | مدت                              |
| -------------------------------- | -------------------------------- | -------------------------------- |
| ۱۱.                              | «شهر شب تابستانی»                | ۳:۳۴[b]                          |
| ۱۲.                              | «نور عشق» (میکس جایگزین)         | ۳:۱۸                             |

| ترانه‌های اضافی در سی‌دی مجموعهٔ متمایز نسخهٔ ۲۰۰۱ | ترانه‌های اضافی در سی‌دی مجموعهٔ متمایز نسخهٔ ۲۰۰۱ | ترانه‌های اضافی در سی‌دی مجموعهٔ متمایز نسخهٔ ۲۰۰۱ |
| شماره                                          | نام                                            | مدت                                            |
| ---------------------------------------------- | ---------------------------------------------- | ---------------------------------------------- |
| ۱۱.                                            | «شهر شب تابستانی»                              | ۳:۳۴[a]                                        |
| ۱۲.                                            | «نور عشق»                                      | ۳:۴۸                                           |
| ۱۳.                                            | «بده! بده! بده! (مردی را پس از نیمه‌شب)»        | ۴:۵۲                                           |

| ترانه‌های اضافی در مجموعه کامل ضبط‌های استودیویی | ترانه‌های اضافی در مجموعه کامل ضبط‌های استودیویی | ترانه‌های اضافی در مجموعه کامل ضبط‌های استودیویی | ترانه‌های اضافی در مجموعه کامل ضبط‌های استودیویی |
| شماره                                          | نام                                            | نویسنده(ها)                                    | مدت                                            |
| ---------------------------------------------- | ---------------------------------------------- | ---------------------------------------------- | ---------------------------------------------- |
| ۱۴.                                            | «رؤیایی دارم» (نسخهٔ اسپانیایی)                 | آندشون اولویوس بادی مک‌کلاسکی مری مک‌کلاسکی      | ۴:۴۰                                           |
| ۱۵.                                            | «چیکیتیتا» (نسخهٔ اسپانیایی)                    | آندشون اولویوس بادی مک‌کلاسکی مری مک‌کلاسکی      | ۵:۳۵                                           |
| ۱۶.                                            | «بده! بده! بده!» (نسخهٔ اسپانیایی)              | آندشون اولویوس بادی مک‌کلاسکی مری مک‌کلاسکی      | ۴:۴۹                                           |

| ترانه‌های اضافی در آلبوم آیا می‌خواهی - نسخهٔ دلوکس نسخهٔ ۲۰۱۰ | ترانه‌های اضافی در آلبوم آیا می‌خواهی - نسخهٔ دلوکس نسخهٔ ۲۰۱۰    | ترانه‌های اضافی در آلبوم آیا می‌خواهی - نسخهٔ دلوکس نسخهٔ ۲۰۱۰ |
| شماره                                                      | نام                                                           | مدت                                                        |
| ---------------------------------------------------------- | ------------------------------------------------------------- | ---------------------------------------------------------- |
| ۱۱.                                                        | «شهر شب تابستانی» (نسخهٔ کامل)                                 | ۴:۱۸                                                       |
| ۱۲.                                                        | «نور عشق»                                                     | ۳:۴۸                                                       |
| ۱۳.                                                        | «بده! بده! بده! (مردی را پس از نیمه‌شب)»                       | ۴:۵۳                                                       |
| ۱۴.                                                        | «دنیای رویا»                                                  | ۳:۳۸                                                       |
| ۱۵.                                                        | «آیا می‌خواهی که» (ریمیکس طولانی‌تر؛ نسخهٔ تبلیغاتی ۱۹۷۹ آمریکا) | ۶:۱۱                                                       |

| ترانه‌های اضافی در دی‌وی‌دی آیا می‌خواهی - نسخهٔ دلوکس نسخهٔ ۲۰۱۰ | ترانه‌های اضافی در دی‌وی‌دی آیا می‌خواهی - نسخهٔ دلوکس نسخهٔ ۲۰۱۰ | ترانه‌های اضافی در دی‌وی‌دی آیا می‌خواهی - نسخهٔ دلوکس نسخهٔ ۲۰۱۰ |
| شماره                                                       | نام                                                         | مدت                                                         |
| ----------------------------------------------------------- | ----------------------------------------------------------- | ----------------------------------------------------------- |
| ۱.                                                          | «آبا در سوئیس» (ویژه‌برنامهٔ بی‌بی‌سی)                          | nil                                                         |
| ۲.                                                          | «چیکیتیتا» (کنسرت موسیقی برای یونیسف)                       | nil                                                         |
| ۳.                                                          | «رویایی دارم» (نسخهٔ تبلیغاتی طولانی)                        | nil                                                         |
| ۴.                                                          | «اگر شب‌ها نبودند» (برنامهٔ کریسمس مایک یاروود، بی‌بی‌سی)       | nil                                                         |
| ۵.                                                          | «چیکیتیتا» (ویژه‌برنامهٔ کریسمس برفی، بی‌بی‌سی)                 | nil                                                         |
| ۶.                                                          | «مصاحبه بیورن و بنی» (در یک ویژه‌برنامهٔ بی‌بی‌سی)              | nil                                                         |
| ۷.                                                          | «برترین ترانه‌ها، شماره ۲» (تبلیغات تلویزیونی ۱)             | nil                                                         |
| ۸.                                                          | «برترین ترانه‌ها، شماره ۲» (تبلیغات تلویزیونی ۲)             | nil                                                         |
| ۹.                                                          | «گالری بین‌المللی جلد صفحهٔ گرامافون»                         | nil                                                         |

یادداشت‌ها:

[a] در سال ۲۰۰۱ به اشتباه با عنوان «اگر شب‌ها نبودند» نامگذاری شد.

[b] زمان ترانه به اشتباه ۴:۱۲ نوشته شده‌است.

## جداول موسیقی
| جدول (۱۹۸۰–۱۹۷۹)                      | بالاترین رتبه |
| ------------------------------------- | ------------- |
| آرژانتین (کاپیف)                      | ۲             |
| استرالیا (گزارش موسیقی کنت)           | ۵             |
| آلبوم‌های اتریشی (آلبوم‌های او۳)        | ۲             |
| آلبوم‌ها/سی‌دی‌های برتر کانادا (آرپی‌ام)  | ۶             |
| آلبوم‌های هلندی (جدول‌های هلند)         | ۱             |
| فنلاند (جدول‌های رسمی فنلاند)          | ۱             |
| فرانسه (مؤسسه افکار عمومی فرانسه)     | ۱۳            |
| آلبوم‌های آلمانی (۱۰۰ آلبوم برتر رسمی) | ۱             |
| ژاپن (اوریکون)                        | ۱             |
| آلبوم‌های نیوزیلندی (آرام‌ان‌زد)         | ۲             |
| آلبوم‌های نروژی (وی‌جی-لیستا)           | ۱             |
| آلبوم‌های سوئدی (برترین‌های سوئد)       | ۱             |
| آلبوم‌های بریتانیا (شرکت جدول‌های رسمی) | ۱             |
| بیلبورد ۲۰۰ آمریکا                    | ۱۹            |

| جدول (۲۰۲۳–۲۰۲۱)                    | بالاترین رتبه |
| ----------------------------------- | ------------- |
| آلبوم‌های بلژیکی (اولتراتاپ فلاندرز) | ۴۳            |
| آلبوم‌های هلندی (جدول‌های هلند)       | ۲۶            |
| آلبوم‌های فنلاندی (جدول رسمی فنلاند) | ۲۹            |
| آلبوم‌های یونان (آی‌اف‌پی‌آی یونان)     | ۶۶            |
| آلبوم‌های لیتوانیا (آگاتا)           | ۶۱            |
| آلبوم‌های نروژی (وی‌جی-لیستا)         | ۲۷            |
| آلبوم‌های سوئدی (برترین‌های سوئد)     | ۵             |
| آلبوم‌های سوئیسی (جدول موسیقی سوئیس) | ۷۹            |

| جدول (۱۹۷۹)                                   | رتبه |
| --------------------------------------------- | ---- |
| اتریش (او۳ تاپ ۴۰ اتریش)                      | ۷    |
| آلبوم‌ها/سی‌دی‌های برتر کانادا (آرپی‌ام)          | ۱۸   |
| آلبوم‌های هلند (۱۰۰ آلبوم برتر هلند)           | ۲    |
| فرانسه (مؤسسه افکار عمومی فرانسه)             | ۴۰   |
| آلبوم‌های آلمان (رتبه‌بندی سرگرمی جی‌اف‌کی)       | ۱۱   |
| ژاپن (اوریکون)                                | ۵    |
| آلبوم‌های نیوزیلند (جدول رسمی موسیقی نیوزیلند) | ۲۳   |
| آلبوم‌های بریتانیا (اوسی‌سی)                    | ۵    |

| جدول (۱۹۸۰)                             | رتبه |
| --------------------------------------- | ---- |
| آلبوم‌ها/سی‌دی‌های برتر کانادا (آرپی‌ام)    | ۳۷   |
| آلبوم هلند (۱۰۰ آلبوم برتر هلند)        | ۲۶   |
| آلبوم‌های آلمان (رتبه‌بندی سرگرمی جی‌اف‌کی) | ۷۴   |

| جدول (۲۰۲۲)                        | رتبه |
| ---------------------------------- | ---- |
| آلبوم‌های بلژیک (اولتراتاپ فلاندرز) | ۱۸۷  |

| جدول (۱۹۷۹–۱۹۷۰) | رتبه |
| ---------------- | ---- |
| ژاپن (اوریکون)   | ۱۷   |

## گواهینامه‌ها و فروش
| منطقه | گواهی     | واحد گواهی‌شده/فروش |
| --- | --------- | ------------------ |
| آرژانتین | —         | ۲۰۰٬۰۰۰            |
| استرالیا (آی‌اف‌پی‌آی استرالیا)                                                                                   | ۲× پلاتین | ۲۰۰٬۰۰۰            |
| بلژیک (بی‌ئی‌ای)                                                                                                 | پلاتین    | ۲۰٬۰۰۰             |
| کانادا (میوزیک کانادا)                                                                                         | ۲× پلاتین | ۲۰۰٬۰۰۰^           |
| دانمارک (آی‌اف‌پی‌آی)                                                                                             | طلا       | ۱۰٬۰۰۰             |
| فنلاند (موسیککیتواوتتایات)                                                                                     | پلاتین    | ۸۲٬۳۴۰             |
| فرانسه | —         | ۲۰۰٬۰۰۰            |
| آلمان (بی‌وی‌ام‌آی)                                                                                               | پلاتین    | ۵۰۰٬۰۰۰^           |
| یونان | —         | ۵۰٬۰۰۰             |
| هنگ کنگ (آی‌اف‌پی‌آی هنگ کنگ)                                                                                     | طلا       | ۱۰٬۰۰۰*            |
| مجارستان | —         | ۷۵٬۰۰۰             |
| ژاپن (جداول اوریکون)                                                                                           | —         | ۶۲۳٬۰۰۰            |
| مالزی | —         | ۱۰٬۰۰۰             |
| هلند (ان‌وی‌پی‌آی)                                                                                                | پلاتین    | ۱۰۰٬۰۰۰^           |
| نیوزیلند (آرآی‌ای‌ان‌زد)                                                                                          | پلاتین    | ۱۵٬۰۰۰^            |
| اسپانیا (سازنده‌های موسیقی)                                                                                     | طلا       | ۵۰٬۰۰۰^            |
| سوئد | —         | ۲۸۹٬۹۲۵            |
| تایوان | —         | ۲٬۵۰۰              |
| بریتانیا (بی‌پی‌آی)                                                                                              | پلاتین    | ۳۰۰٬۰۰۰^           |
| ایالات متحده (آرآی‌ای‌ای)                                                                                        | طلا       | ۵۰۰٬۰۰۰^           |
| * رقم فروش تنها بر پایهٔ گواهی‌ها. · ^ رقم توزیع تنها بر پایهٔ گواهی‌ها. · رقم فروش+پخش جاری تنها بر پایهٔ گواهی‌ها. |           |                    |